# Prefab Sprout
Prefab Sprout er en engelsk popgruppe dannet i midten af 1970erne af den engelske sanger og sangskriver Paddy McAloon og hans bror Martin i Witton Gilbert, County Durham. Gruppen er i dag i det store og hele lig med Paddy McAloon, som gennem årene har omgivet sig med en skiftende besætning af bandmedlemmer, men nu kører Prefab Sprout som et énmandsprojekt.
Med 80'er-udgivelser som Swoon, Steve McQueen og From Langley Park To Memphis har Prefab Sprout for længst markeret sig som en stilsikker leverandør af elegant, britisk popmusik. I 1990erne blev succesen fulgt op af LP'er som Jordan: The Comeback og Andromeda Heights.
Paddy McAloon begyndte allerede at arbejde på Let's Change The World With Music i 1992 efter udgivelsen af Jordan: The Comeback. Pladeselskabet var imidlertid ikke begejstret for den demo, de hørte, så albummet blev lagt på is og udkom først 17 år senere, i 2009. Seneste album er Crimson/Red, som udkom i 2013.